# Rävabacken
Der Rävabacken ist ein 189,65 möh. hoher Berg in Südschweden. Er gehört zur Gemeinde Olofström in der schwedischen Provinz Blekinge län und gilt als höchster Berg der historischen Provinz Blekinge. Fälschlicherweise wird vom Volksmund in Blekinge meist der 177,56 möh. hohe Boafallsbacke als der höchste Berg Blekinges bezeichnet. Erst 2006 konnte ermittelt werden, dass der Rävabacken mehr als 10 Meter höher ist als der Boafallsbacke.